# Любачеве
Любаче́ве (раніше хутір Костюки, Любачёве) — село в Україні, у Садівській сільській громаді Сумського району Сумської області. Населення становить 69 осіб. До 2020 орган місцевого самоврядування — Садівська сільська рада.

## Географія
Село Любачеве знаходиться на березі річки Стрілка, вище за течією примикає село Єлисеєнкове, нижче за течією — масив садових ділянок які переходять в місто Суми. Поруч проходять автомобільні дороги Н07, Н12 і Т 1909. За 1,5 км від села розташований аеропорт.

## Історія
12 червня 2020 року, відповідно до Розпорядження Кабінету Міністрів України № 723-р «Про визначення адміністративних центрів та затвердження територій територіальних громад Сумської області» увійшло до складу Садівської сільської громади.
19 липня 2020 року, в результаті адміністративно-територіальної реформи та ліквідації Сумського району(1923—2020), село увійшло до складу новоутвореного Сумського району.

## Населення
Відповідно до перепису населення СРСР, станом на 17 грудня 1926 року, чисельність населення становила 244 особи, з них, за статтю: чоловіків — 105, жінок — 139, переважна національність — українська. Кількість господарств — 48.

### Мова
Розподіл населення за рідною мовою за даними перепису 2001 року:
| Мова       | Кількість | Відсоток |
| ---------- | --------- | -------- |
| українська | 68        | 98.55%   |
| російська  | 1         | 1.45%    |
| Усього     | 69        | 100%     |